# Barri de la Vila d'Alzira
La Vila de la ciutat valenciana d'Alzira, a la Ribera Alta, és el conjunt històric d'aquesta ciutat, que coincideix amb l'antiga ciutat emmurallada. Compta amb una trama urbana medieval en què queda reflectida la seva evolució històrica.

## Anàlisi i desenvolupament urbà
La planta de la Vila, condicionada per l'orografia s'inscriu aproximadament en un triangle, amb un pinacle apuntant al Xúquer i base arrodonida cap al raval, estructurant al voltant de la diagonal del carrer Major. Partia aquesta, després de superar el pont i les seves defenses, de l'església de Santa Maria, continuant per l'hospital i convent d'agustines, ermita de Sant Roc, la Casa Consistorial, plaça de Santa Caterina i els accessos al pont del raval. El camí de ronda propiciava el pas exterior a les muralles, camí d'Algemesí, mentre que el flanc oposat quedava cenyit per les muralles.
Encara perviu en la seva toponímia i traçat viari la intricada, estreta i laberíntica traça de carrerons i placetes: plaça del Forn, Morera, Carbó, Sufragi, Pou i Casasús i carrers de Saludador, Salinería, Granero, Carnissers, Arcs, Hostal, etc.
En els anys de la postguerra es va propiciar una arbitrarietat constructiva i pèrdua de mansions pairals iniciada ja en 1899 quan es decideix enderrocar les muralles, portades i arcades i facilitar els eixamples. La tendència a aixecar habitatges en altura va propiciar la demolició dels immobles que recauen als carrers de major amplada, obrint-se així mateix les places de Casasús i la unió de les de Sufragi - Carbó.
El terraplenament del primitiu llit mort del riu Xúquer, que voreja La Vila, va obrir les perspectives de construcció d'una gran avinguda, demolint l'obstacle del pont de Sant Bernat per a traçar el primer tram (Sants Patrons). La Vila s'anava despoblant dels habitants més acomodats que buscaven les torres de les avingudes. També les riuades de 1982 i 1987 que van danyar les plantes baixes i primers pisos va forçar l'abandó dels seus propietaris.

## Edificació i tipologia
Els habitatges tradicionals de La Vila estructuraven la seua fatxada en tres unitats delimitades: Planta baixa, amb ampli portalada que permetia l'accés del carro i finestral rectangular protegit amb reixa de forja llisa. Primera planta amb dos o tres finestrals amb balconet de fusta i l'andana amb finestres redones o quadrades. En planta baixa es trobava l'estada que servia de corredor per a les cavalleries fins a l'estable, flanquejat per un dormitori, una xemeneia menjador i la cuina. En el fons es trobava la quadra i en el seu alt un graner. A la planta segona s'ubicaven sovint els dormitoris dels fills, i queda reservada la tercera a "andana", on s'emmagatzemaven les collites o es va cultivar el cuc de la seda. Una senzilla coberta de teula àrab, a dues aigües es recolzava en una poderosa biga mestra de mobila.

## Galeria fotogràfica

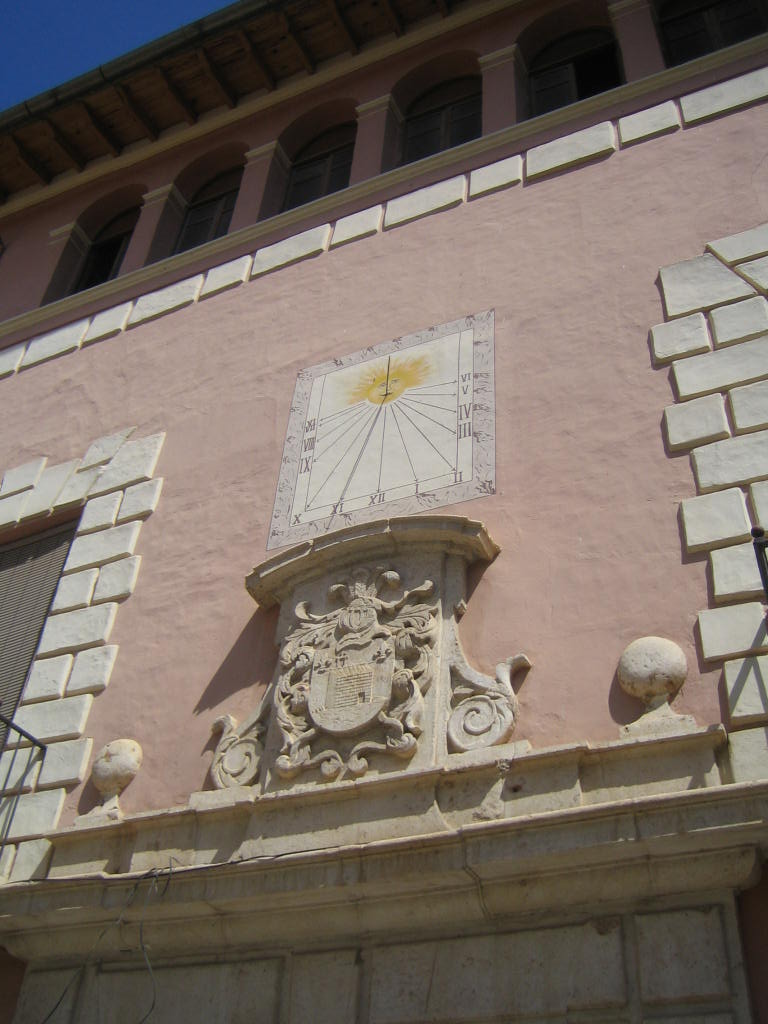
Palau de Casasús
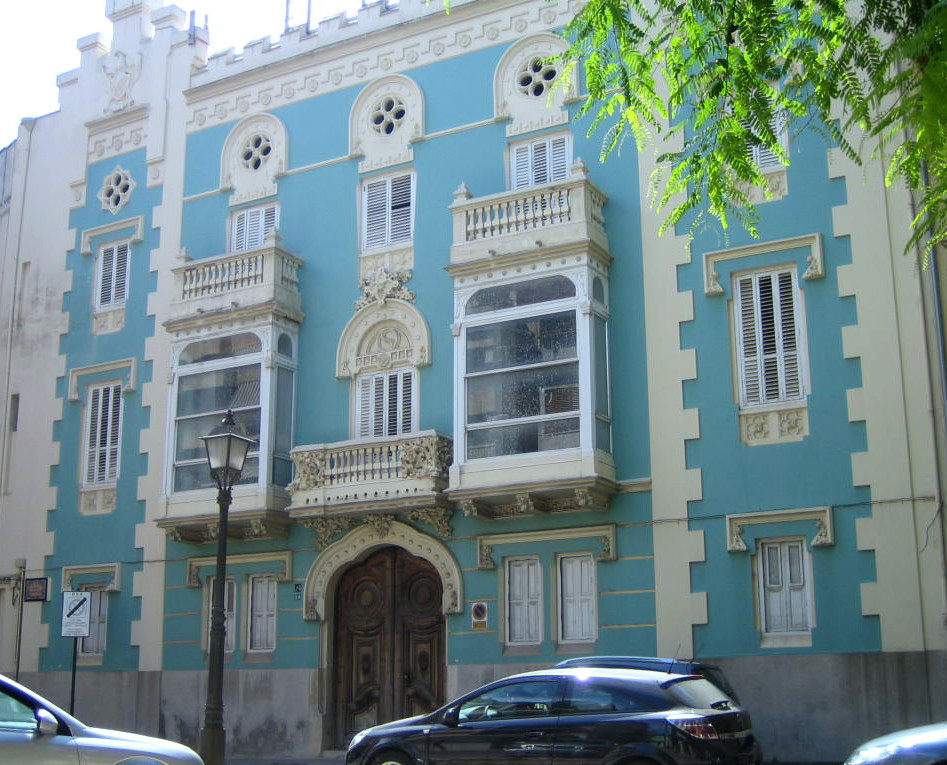
Casa de l'Alcalde
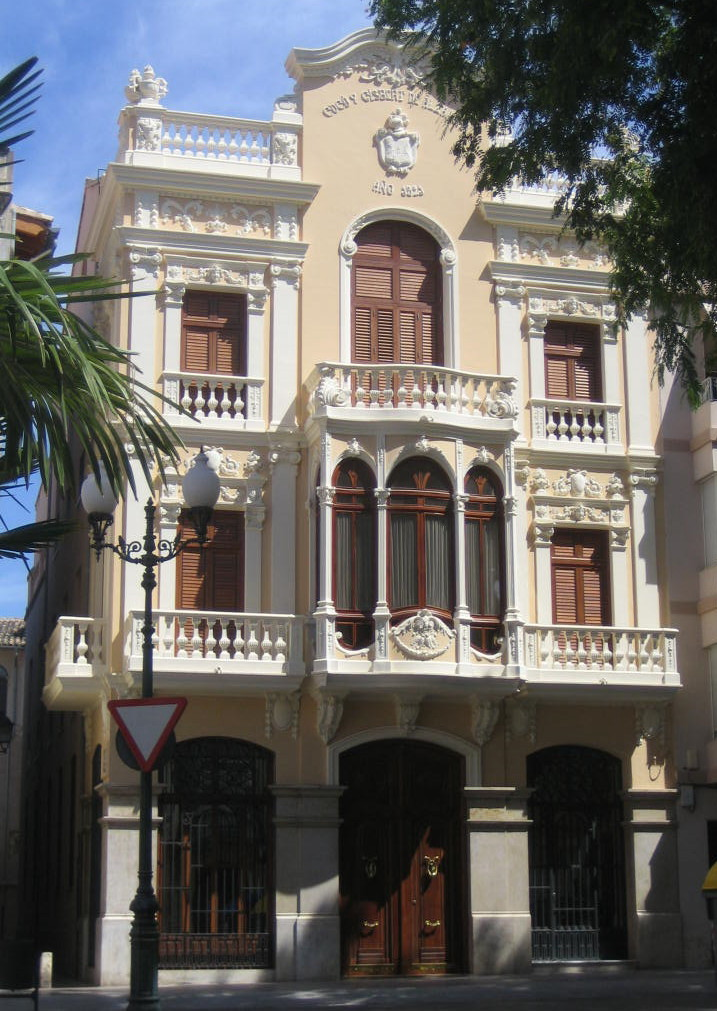
Casa Cucó